# السفارة السعودية في جاكرتا
سفارة المملكة العربية السعودية في جاكرتا هي بعثة دبلوماسية سعودية تقع في العاصمة الإندونيسية جاكرتا ويترأس البعثة فيصل عبد الله العامودي .